# Rancho Cañada de Guadalupe la Visitación y Rodeo Viejo
El Rancho Cañada de Guadalupe la Visitación y Rodeo Viejo (también llamado Ridley's Rancho) era una concesión de tierra Mexicana de 6,416 acres (25.96 km²) en los presentes Condados de San Mateo y San Francisco, California dada en 1841 por el Gobernador Juan Alvarado a Jacob P. Leese. El rancho incluía tres valles separados: Cañada de Guadalupe, La Visitación, y Rodeo Viejo. El rancho contenía la mayoría de la Montaña de San Bruno, la ciudad de Brisbane, Guadalupe Valley, y Visitacion Valley.

## Historia
Jacob Primer Leese (1809 - 1892), un comerciante de Ohio se casó con María Rosalia Vallejo la hermana del General Mariano Guadalupe Vallejo en 1837. Lesse, quién primero vino a California en 1833, tomó la posesión de la concesión de tierra titulado como Rancho Cañada de Guadalupe la Visitación y Rodeo Viejo en 1838, tres años antes de recibir el título oficial a la tierra.
Alrededor del año 1843, Lesse cambió su concesión de dos leguas a Robert T. Ridley (1818 - 1851) por el Rancho Collayomi de tres leguas en el Condado de Lake. Ridley era un marinero inglés quién era capitán del Puerto de San Francisco, y se había casado con Presentación Briones. Ridley nunca vivió en la propiedad ni la desarrolló en ningún extento. Ridley murió en 1851 y la tierra se vendió en la subasta de sheriff con 700 acres (3 km²) yendo a Robert E. Eaton y el resto a Alfred Wheeler. Alfred Wheeler (1822-1903) era un abogado de título de tierra prominente de San Francisco. En 1865 Henry R. Payson adquirió 5,473 acres (22 km²) que pronto eran subdivididos, con el Visitacion Land Company adquiriendo la porción más grande.
En 1865, 5,473 acres (22 km²) de la concesión estuvo patentada a Henry R. Payson y 943 acres (4 km²) de la concesión estuvo patentada a WilliamPierce. Las reclamaciones de Presentación Ridley eran rechazadas.
El magnate de ferrocarril Central Pacific y banquero Charles Crocker adquirió 3,814 acres (15 km²) del Rancho en 1884 y otros 183 acres (1 km²) el año siguiente. Crocker Murió en 1888 y la tierra se convirtió en una posesión capital de Crocker Land Co. y luego Foremost McKesson Co.